# كريمة البيض
كريمة البيض هو مشروب بارد يتكون من حليب مياه غازيه ونكهة مثل شوكلاته أو فانيلا على الرغم من الاسم إلا أنه لا يحتوي أي من البيض أو الكريمة يحضر عن طريق صب الشراب المنكهة في كأس ثم إضافة الحليب يحرك بالمعلقه ثم نضيف المياه الغازية بالتدريج نخلط جميع المكونات مع بعضها لتصبح الكأس ثلثها رغوة وثلثينها مشروب
أصل التسمية:  مكونات كريمة البيض هي حليب مياه غازيه وشراب منكه لكن الميزة هنا أن هذا المشروب لا يحتوي أي من البيض أو الكريمة. يقول ستانلي اوستر بأن جده هو من اخترع هذا المشروب وان سماه بهذا الاسم بالوقت الضائع. ان اصل مشروب كريمة البيض يعود لليهود المهاجرين في مدينة نيويورك الناطقين باللغة اليديشية بأن كلمة بيض بالانجليزي تعني حقيقي فهي كريمة البيض أو كريمة جيدة.
كتب مؤرخ الطعام اندرو سميث: خلال عام 1880 قام مختص شعبي باضافة سيرب الشوكلاته مع الكريمة والبيض الني وخلطها مع ماء غازي في احياء فقيرة مجاورة قامو بصنع نسخه عن هذا المشروب لكن دون الكريمة والبيض وسمي بكريمة البيض.
تفسير اخر يأتي من تقارير تبين انه كان هناك طلب على كريمة الشوكلاته من شخص ما على الاغلب هو الممثل بوريس توماشيفسكي الذي قام بتجربة مشروب مشابه في باريس ووفقا للهجته سماه كريمة البيض تطور فيما بعد إلى الاسم الحالي.
انخفض الطلب على كريمة البيض بحلول عام 1990 ميلادي بسبب صعوبة صنعها وانها تستغرق وقت أطول من المشروبات الأخرى مثل الجعة.